# Distretto di Vaihingen
Il distretto di Vaihingen è un distretto di Stoccarda.